# Francé Rezső
Magyarosan Francé Rezső, de teljes nevén gyakran Raoul Heinrich Francé, Raoul H. Francé (Bécs, 1874. május 20. – Budapest, 1943. október 3.) osztrák-magyar biológus, botanikus, valamint természet- és kultúrfilozófus. Botanikai szakmunkákban nevének rövidítése: „Francé”.

## Életrajza
Rudolf Heinrich Franze néven  1874-ben született Bécsben. Miután tisztviselő édesapját a magyar fővárosba helyezték, tíz éves kora után ő is itt nőtt fel, majd 16 évesen a Királyi Magyar Természettudományi Társulat legfiatalabb tagja lett.
A budapesti műegyetemen tanult, Entz Géza mellett dolgozott, majd Klein Gyula tanársegéde lett, 1892-től foglalkozott algológiai és mikrobiológiai kutatásokkal. Első ilyen munkája 19 éves korában jelent meg a Charák ivarsejtjeinek szerkezetéről.
1898-ban lett a magyaróvári gazdasági akadémia tanársegédje, ahol növénykórtani kérdésekkel foglalkozott.
Itt publikálta első természetfilozófiai munkáját. 
1902-ben meghívták Münchenbe. Itt 1906-ban megalapította a Német Mikrobiológiai Társaságot, melynek igazgatója lett.
Általános biológiai problémákkal, a talaj élővilágával és planktonkutatásokkal foglalkozott. Nevéhez fűződik az edafon  fogalom megalkotása.
Világhírűvé nevét népszerű könyvei tették, 8 kötetes Leben der Pflanzen című műve (szerzőtársakkal) a Brehm botanikai párhuzama. Jóllehet idealista és vitalista volt, s ezzel szemben állt a haladó materialista természetszemlélettel, színes stílusával sokakban felkeltette a természet szeretetét és kutatásának vágyát. A neolamarkizmus  híve volt.

## Magánélete
1916-ban találkozott későbbi feleségével, a német születésű biológussal, aki az asszisztense lett. Miután a nő elvált első férjétől, 1923-ban házasodtak össze és a felesége az Annie Francé-Harrar nevet vette fel. Ezután 1924-ben a házaspár átmenetileg Salzburgban telepedett le.

## Főbb művei
Több mint hatvan könyvet írt  és számtalan cikket. Magyarul is számos könyve jelent meg.
- A Craspedomonadinák szervezete (Budapest, 1897)
- Das Sinnesleben der Pflanzen (magyarul: A növények érzéki és szerelmi élete, Budapest, 1913)
- A növények érzéki és szerelmi élete / A darwinizmus mai állása; ford. Pogány József, Kovács Sándor; Athenaeum, Bp., 1913 (Természettudományi könyvtár)
- Das Leben der Pflanzen (München, több kiadásban)
- Edaphon (München, 1922)
- A növények élete; ford. Lambrecht Kálmán; Dante, Bp., 1925 (Műveltség)
- A föld élete; ford. Vadász Elemér; Pantheon, Bp., 1925 (A Pantheon ismerettára)
- Az élet könyve; ford. Lambrecht Kálmán; Dante, Bp., 1926 (Műveltség)
- Összehasonlító biológia; ford. Lambrecht Kálmán; Athenaeum, Bp., 1926
- Élet a termőföldben / Kerti séták; ford. Gothard Sándor, Lambrecht Kálmán; Athenaeum, Bp., 1927
- Der Weg zu mir (Önéletrajz, München, 1927)
- Ítél az élet; ford. Benedek Marcell; Dante, Bp., 1929 (Az írás mesterei)
- Az ember és a mindenség; ford. Lambrecht Kálmán; Dante, Bp., 1929 (Műveltség)
- Élet a nagy tengermélységekben (Budapest, 1930)
- A lét forrása; ford. Lambrecht Kálmán; Dante, Bp., 1930 (Műveltség)
- Az állatok csodálatos világa (Budapest, 1940)
- Földünk kincsei; Franklin, Bp., 1941 (A Búvár könyvei)
- Az élet titka; Béta, Bp., 1942 (Az emberi alkotás regényei)
- A növények élete; ford. Lambrecht Kálmán, átdolg. Feliczián Vilmos; bőv., átdolg. kiad.; Dante, Bp., 1942
- Az állatok a történelemben (Budapest, 1943)
- Raoul Francé–Annie Francé-Harrar: A kék tenger csodái; ford. Őrley István; Franklin, Bp., 1943